# Кузьма Бричка-Черешня
Бричка Кузьма Гнатович (Євдокимович) (псевдонім: Кузьма Бричка-Черешня; 12 жовтня 1922, с. Карпилівка, Волинська губернія, нині Україна — 20-21 жовтня 1951, Волинська область, Українська РСР, СРСР) — діяч українського повстанського руху часів Другої світової війни, четар в УПА «Поліська Січ». Борець за незалежність України у ХХ сторіччі.

## Життєпис

### Ранні роки

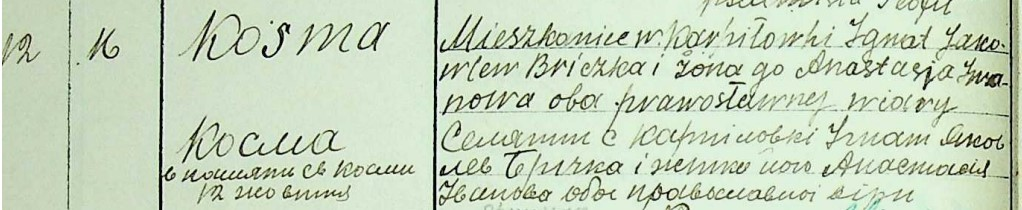
Запис у метричній книзі Св. Михайлівської церкви села Борове містить інформацію про народження Кузьми Брички. Батько: Ігнат Якович Бричка. Мати: Анастасія Іванівна. Дата народження — 12 жовтня, хрещення відбулося 16 жовтня.

Народився в с. Карпилівка на Рокитнівщині у родині селян Гната та Анастасії Бричок.
Сім'я була багатодітною (троє дітей: Кузьма, Тетяна та Ганна). В кінці 20-х років загинув батько. Через кілька років мати знову одружилася. Вітчим Євдоким теж був гарним господарем і дуже добре ставився до дітей.
На той час у селі Карпилівка була чотирирічна школа. Навчався у ній і Кузьма. Із розповідей односельчан, у школі він відзначався серед ровесників старанністю і добродушністю. Закликав до вільної і незалежої української держави.

### Революційна діяльність
В липні 1941 року Кузьма разом з односельчанами вступає до війська «Поліська Січ» і незабаром стає чотовим. У листопаді цього ж року після трагічних подій армія Боровця фактично припиняє своє існування, і Кузьма повертається до свого села уже зі зброєю. Разом з іншими товаришами організовує загін самооборони, який був повним господарем у селі й боронив його від польських та більшовицьких партизан. На той час Карпилівка була селом патріотичним, націоналістичним. Жоден з його мешканців не пішов у червоні партизани. Тому більшовики лютували й восени, взявши кількома загонами село в кільце, спалили його, а понад 150 карпилівчан розстріляли.

### Боротьба з більшовиками
На початку 1944 року на зміну німецьким окупантам прийшли більшовики. У районі на той час діяли загони УПА, до лав яких проникли агенти КДБ. Найкращих друзів Кузьми Брички знищили. Були спроби знищити і його, але він розгадував наміри ворогів і уникав зустрічей з ними, а в кінці 1945 року сам особисто вистежив і знищив керівника СБ, а насправді агента НКВС «Микиту».
У другій половині 40-х у межах райцентрів Рокитне, Клесів, Березне про нього лине слава, як про відважного, славного й мудрого керівника боїв УПА. Одне ім'я його наводило жах і паніку на більшовицьких окупантів. Пліч-о-пліч були з ним його побратими по зброї Данило Сорока, Григорій Григорчук, Андрій Царук.

### Виселення у Сибір
21 жовтня 1947 року його сім'ю і старшу сестру Тетяну, яка була вже одружена й проживала в іншій родині, було вивезено до Сибіру. Її чоловік Федір Костюк через два роки змушений був поїхати до місця заслання дружини. Після амністії у 1958 році подружжя повернулося на Рокитнівщину, а матері й молодшій сестрі не дозволено було цього зробити. Пізніше молодша сестра Ганна Яремчук повернулася на Харківщину та нині проживає у с. Попівка, Берестинського району.

### Смерть
Вороги, як не старалися, не змогли вистежити Кузьму-Черешню. Він вийшов з ними на зустріч в умовленому місці, але не знав, що за ним слідкував агент КДБ, який із засади вистрілив йому у потилицю з карабіна. Це сталося приблизно 20-21 жовтня 1951 року на 30-му році життя патріота.

## Вшанування пам'яті
У 1995 році Кузьма Бричка-Черешня був посмертно нагороджений медаллю НРУ «Учасник Другої Світової війни». Нагороду отримала його сестра Тетяна, нині вже покійна. На місці його загибелі насипано курган-могилу, поставлено хрест і покладено гранітну плиту з написом «На цьому місці в жовтні 1951 року агентами КДБ був підступно вбитий провідник ОУН-УПА на Рокитнівщині Кузьма Бричка-Черешня. Слава Україні! Героям Слава!».
17 липня 2021 року на території Карпилівського лісництва відбулося урочисте відкриття пам'ятника провіднику ОУН-УПА Кузьмі Бричці (псевдо "Черешня).